# Modelo de Nicholson-Bailey
El modelo de Nicholson-Bailey fue desarrollado en la década de 1930 para describir la dinámica poblacional de una gran cantidad de parásitos-huéspedes (o depredador-presa) del sistema. Lleva el nombre de Alexander John Nicholson y Victor Albert Bailey. El modelo utiliza ecuaciones en diferencias para describir el crecimiento de las poblaciones huésped-parásito. El modelo asume que los parásitos van a la búsqueda de anfitriones al azar y que ambos, parásitos y anfitriones, se  distribuyen de una manera no contigua ("agrupada") en el medio ambiente.
En su forma original, el modelo no permite la interacción estable de huésped-parásito. Para añadir estabilidad, el modelo ha sido ampliamente modificado para agregar nuevos elementos de huésped y la biología del parásito. El modelo está estrechamente relacionado con el modelo de Lotka-Volterra, que utiliza las ecuaciones diferenciales para describir la dinámica de presa-depredador estables.
Una alternativa sencilla creíble al modelo depredador-presa de Lotka-Volterra y sus generalizaciones dependientes de presas comunes (como Nicholson-Bailey) es el modelo o relación dependiente Arditi-Ginzburg. Los dos son los extremos del espectro de interferencia de modelos de depredador. Según los autores de la versión alternativa, los datos muestran que las verdaderas interacciones en la naturaleza están lejos de los extremos del espectro de interferencia de Lotka-Volterra y sólo se puede descartar como algo malo. Los datos están mucho más cerca del extremo dependiente, así que si se necesita un modelo simple se puede utilizar el modelo de Arditi-Ginzburg como la primera aproximación.

## Ecuaciones

### Derivación del modelo
El modelo se define en tiempo discreto. Por lo general, se expresa como:
{\displaystyle {\begin{array}{rcl}H_{t+1}&=&kH_{t}e^{-aP_{t}}\\P_{t+1}&=&cH_{t}\left(1-e^{-aP_{t}}\right)\end{array}}}
Con H el tamaño de la población del huésped, P el tamaño de la población del parasitoide, k la tasa de reproducción del hospedador, a es la eficiencia de búsqueda del parasitoide y c el número promedio de huevos viables que un parasitoide deposita en un único hospedador.
Este modelo se puede explicar en base a la probabilidad. {\displaystyle e^{-aP_{t}}} es la probabilidad de que el anfitrión sobreviva {\displaystyle P_{t}} depredadores; mientras {\displaystyle 1-e^{-aP_{t}}} es que no lo harán, teniendo en cuenta que el parasitoide eventualmente se convertirá en larva y escapará.
La dependencia de la densidad se puede agregar al modelo, suponiendo que la tasa de crecimiento del huésped disminuye a altas abundancias. La ecuación para el parasitoide no cambia, y la ecuación para el anfitrión se modifica:
{\displaystyle {\begin{array}{rcl}H_{t+1}&=&H_{t}e^{r(1-H_{t}/K)}e^{-aP_{t}}\\P_{t+1}&=&cH_{t}\left(1-e^{-aP_{t}}\right)\end{array}}}
La tasa de aumento de host k se reemplaza por r, que disminuye cuando la densidad de población de host alcanza K.

### Análisis del modelo
Simular este sistema generalmente resulta en oscilaciones que se alejan de un equilibrio inestable.
Según los valores de los parámetros, este sistema admite un punto fijo inestable, a
{\displaystyle {\begin{array}{rcl}H^{\star }&=&{\frac {k\,{\text{ln}}(k)}{(k-1)\,ac}}\\P^{\star }&=&{\frac {{\text{ln}}(k)}{a}}\end{array}}}
Este punto tiene abundancias positivas de P y H solo cuando k es mayor que uno.